# Хэмилтон, Нэнси
Нэнси Хэмилтон (англ. Nancy Hamilton; 27 июля 1908, Сеуикли, Пенсильвания, США — 18 февраля 1985, Нью-Йорк, Нью-Йорк, США) — американская актриса, режиссёр, продюсер и драматург. 
Хэмилтон была режиссёром и продюсером документального фильма о Хелен Келлер «Непобеждённая», который был удостоен премии «Оскар» в номинации «Лучший документальный полнометражный фильм». Она также была автором текста популярной песни «How High the Moon».
Хэмилтон состояла в однополых отношениях с актрисой Кэтрин Корнелл.